# Laguna de Chicabal
La Laguna de Chicabal es un lago de cráter en Guatemala. Se encuentra el volcán de Chicabal ubicado en el municipio de San Martín Sacatepéquez en el departamento de Quetzaltenango. La cima del volcán y las orillas del lago están cubiertas de Bosque nuboso. 
La laguna Chicabal es un lugar sagrado en la cosmovisión Mam. En sus orillas se encuentran diferentes altares utilizados por los sacerdotes mayas. Visitas turísticas no son permitidas a  inicios de mayo para no perturbar las ceremonias y celebraciones de la población Mam. Por su valor espiritual no es permitido nadar o bañarse en el lago.